# 高橋優也
高橋優也（髙橋 優也、タカハシ ユウヤ、Yuya Takahashi，1984年4月16日—）是日本男性的自由職業動畫師、專門學校的講師，已婚。
主要擔任：原畫、作畫監督、總作畫監督、人物設計師、演出、分鏡表。故鄉在日本的愛知縣，日本工学院八王子専門学校出身。

## 來歷
2005年在職業學校就讀期間，高橋開始在業界擔任動畫師。在學生時代第一部以原畫師出道的動畫為電視動畫《戰鬥陀螺》，同時還累積動畫與作畫經驗。2007年畢業於八王子職業技術大學，在求學階段因學雜費緣故家境貧困、經濟陷入困境，靠獎學金與打工的錢。直到遇到大塚康生是影響高橋很深的人。據高橋回憶，以前是大塚告訴他動畫的美妙之處。
2017年我妻宏逝世，高橋在Twitter提到還是新人的時候，隔壁的我妻先生幫助了自己的過程，我妻宏是高橋尊敬和偉大的動畫師前輩。動畫師友永和秀是高橋成為動畫師的契機，其他的影響人物還有電影動畫導演的宮崎駿和高畑勳。
高橋忠實呈現原作的魅力描繪優秀的畫作和強而有力的動畫，志田直俊「我觉得他是一位尊重原作風格的傑出动画師」。高橋專研於動畫研究，2017年3月30日第一個原創角色『カニエ』(Kanie)設計完成和自製原創Flash動畫『わっしょい!!カニエ』。他期許著自己有一天能画出屬於自己的原创動畫作品。
高橋參加日本動畫《魔導少年系列》受到一些觀眾的關注。
2015年7月加入Twitter並累積1.6萬追蹤者。
2017年8月21日參與《七龍珠超》（第114集，該集於2017年11月5日播映）可能在東映動畫公司上班，在第114集播映前。2017年11月2日高橋在Twitter發佈參與消息

——高橋優也本人並沒有提過他在東映動畫，但是他提到「我在志田直俊先生的斜對面」。在東映動畫上班的動畫師也提到和高橋在東映動畫的同一間製作間工作，故推測"高橋可能在東映動畫公司工作"。
高橋的作畫風格也令《七龍珠超》的電視觀眾印象深刻，參與第114集、第122集、第131集。特別是第131集最後悟空、弗力札聯手對抗吉連的戰鬥場面。負責分鏡表的石谷恵評論道「高橋先生的這段原畫遠超我設計的分鏡，真的是鼓舞人心印象深刻！」。在Twitter及外文的知名七龍珠討論區、網站亦擁有極高的討論度。高橋在該作中也獲得東映動畫公司的肯定，所以後續2018年12月上映的電影動畫《七龍珠超 布羅利》請高橋等人在內，共同擔任電影的作畫監督補佐。
他的國中好友清水泰地因在《七龍珠》見到擔任作畫監督有高橋優也這個名字，他憶起國中時代的同名同姓的朋友，並透露高橋在國中時經常畫出驚艷的各式圖畫。
高橋在日本專門學校擔任講師。2019年11月14日計劃建立自己的YouTube頻道放置原創內容，2020年4月29日建立自己的YouTube頻道並發表自製的第一部Animation影片「机で逃げ回る作画忍者」。5月6日日本電視公司(日本テレビ報道局)主動聯繫，高橋自稱沒有名氣的動畫師。NTV news zero採訪高橋在YouTube上的「部屋を駆け回る忍者(在屋子裡奔跑的忍者)」運用一個月的下班時間，在自家的房間攝影原創自製的20秒329張畫的動畫短片，高橋第一次在電視公開露面並在5月14日播放，部份片段也在Twitter上發佈且在6小時內就有2.7萬的觀看次數。YouTube頻道建立後一星期內有5,580人訂閱和28,424觀看次數。
高橋亦在自己的YouTube回答網友問題：工作是根據作品的規格不同使用數位作畫、原畫紙上的手繪。例如《魔導少年》及《七龍珠超》是アナログ作画的手繪作業。但是《航海王：奪寶爭霸戰》是數位作畫完成，裡面包含大量的電腦動畫。高橋不擅於使用滑鼠繪圖，所以當必須使用數位作畫會利用數位筆描繪這些畫。每天學習著製作動畫，所以房間收藏動畫的原畫和參考書。因為這些涉及到著作權，所以在自己的頻道或Twitter都不公開在工作時的作品和深感歉意。高橋平常在凌晨三點或四點去睡覺。白天十一點上班，但是下班時間取決於工作進度和情況，如果截止日將至而且工作未完成就會通宵到天亮。

## 主要作品

### 電視動畫
比較有規律性的固定參與《魔導少年(系列)》《魯邦三世》《七龍珠超(後期)》。

其它的參與作品比較零散，或是只參與一集。
- ONE PIECE（1999年—，原畫）
- 西洋骨董洋菓子店（2008年，動畫，原畫）
- 亡念之扎姆德（2008年，原畫）
- 大力工頭 （2008年，動畫）
- 魔法使的條件（2008年，原畫）
- 我的狐仙女友（2008年 原畫）
- 信蜂（2009年，原畫）
- 3年生でいきなり大かつやくものがたり（2009年，動畫，原畫）
- 希望宅邸（2009年，原畫）
- FAIRY TAIL魔導少年 第1期（2009年，作畫監督，原畫）
- 鋼之鍊金術師 FULLMETAL ALCHEMIST（2009年，作畫監督，原畫）
- 爆旋陀螺 鋼鐵戰魂（2009年，原畫）
- 戰鬥陀螺 鋼鐵奇兵（2010年，原畫）
- 戰鬥陀螺 鋼鐵奇兵4D（2011年，原畫）
- 旋風四驅王（2010年，原畫）
- STAR DRIVER 閃亮的塔科特（2010年，作畫監督補佐，原畫）
- 只有神知道的世界（2010年，作畫監督補佐）
- 只有神知道的世界Ⅱ（2011年，作畫監督補佐，作畫監督）
- C³ -魔幻三次方-（2011年，原畫）
- 激戰！彈珠人（2011年，原畫）
- 戰國少女～桃色異傳～（2011年，原畫）
- 魔法少女小圓（2011年，原畫）
- 蘿球社！（2011年，原畫）
- 灼眼的夏娜Ⅲ（Final）（2011年，原畫）
- 未來日記（2011年，作畫監督，原畫）
- 光之美少女：美樂天使（2011年，原畫）
- 未來都市NO.6（2011年 作畫監督，原畫）
- 星光少女 極光之夢（2011年，原畫）
- 純白交響曲 -The color of lovers-（2011年，原畫）
- 紙箱戰機W（2012年 作畫監督）
- 猛烈！宇宙海賊（2012年，原畫）
- 窮神（2012年，作畫監督）
- 希望宅邸（2012年，原畫）
- 魯邦三世 -名為峰不二子的女人-（2012年，作畫監督）
- 交響詩篇AO（2012年，原畫）
- 刀劍神域（2012年，作畫監督補佐）
- JoJo的奇妙冒險（2012年，作畫監督補佐）
- MAGI魔奇少年（2012年 作畫監督補佐）
- 在那個夏天等待（2012年，原畫）
- 足球騎士（2012年，作畫監督，原畫）
- 聖鬥士星矢Ω 新生聖衣篇（2012年，原畫，作畫監督）
- 只有神知道的世界 女神篇（2013年，作畫監督補佐）
- 記錄的地平線（2013年，原畫）
- 魔導少年 X 聖石小子（2013年，作畫監督，原畫）
- 修業魔女璐璐萌（2014年，OP原畫）
- ☆KERORO☆ (FLASH)（2014年，總作畫監督）
- 戰姬絕唱SYMPHOGEAR（2013年，作畫監督，原畫）
- 魯邦三世2015（2015年，總作畫監督，作畫監督，原畫）
- 小松先生 第一期（2015年，原畫）
- 七龍珠超（2015年，OP1·OP2原畫[29]，原畫，作畫監督）
- 文豪Stray Dogs（2016年，原畫）
- 搞笑動畫HEYBOT（2016年，原畫）
- 驅魔少年Hallow （2016年，原畫）
- FAIRY TAIL魔導少年 第2期（2016年，OP2－OP7、ED3、作畫監督，原畫）
- ヘボット！ （2016年，原畫）
- 王室教師海涅（2017年，OP原畫，原畫，分鏡）
- 小松先生 第二期（2017年，原畫）
- 動物朋友（2017年，作畫監督補佐）
- FAIRY TAIL 魔導少年 ZERO（2016年，原畫）
- FAIRY TAIL 魔導少年 第3期（2018年，分鏡）
- 魯邦三世 PART5（2018年，原畫）
- 勇者鬥惡龍 達伊的大冒險（2020年，原畫、作畫監督[30]）

### 電視電影動畫
- ONE PIECE 「3D2Y」 跨越艾斯之死! 魯夫與夥伴的誓言（2014年，原畫）
- ONE PIECE 特別篇〜霧之島的冒險〜（2015年，原畫）
- ルパン三世 イタリアン・ゲーム （2016年，作畫監督，原畫）

### 電影動畫
- ヤッターマン 新ヤッターメカ大集合！オモチャの国で大決戦だコロン！（2009年，原畫）
- 小蜜蜂～勇氣的旋律～（2010年，原畫）
- 永恆的永遠（2011年，原畫）
- 妖精的尾巴 鳳凰的巫女（2012年，作畫監督，原畫）
- 魯邦三世VS名偵探柯南 THE MOVIE（2013年，原畫）
- 七龍珠Z 神與神（2013年，原畫）
- 光之美少女 All Stars New Stage3 永遠的朋友（2014年，作畫監督，原畫）
- 七龍珠Z 復活的「F」（2015年，原畫）
- ONE PIECE FILM GOLD（2016年，作畫監督，原畫）
- 魯邦三世：血煙的石川五右衛門（2017年，原畫）
- 七龍珠超 布羅利（2018年，作畫監督補佐[注 8]，原畫）
- 劇場版 ONE PIECE STAMPEDE（2019年，作畫監督[注 9]，演出[注 10]，分鏡[注 11]，原畫）

### 電子遊戲
- モンスター烈伝 オレカバトル （生產技師）
- 時空幻境：交響曲傳奇 -拉塔特斯克的騎士-（2008年，OP原畫）
- 七龍珠群雄（2010年，CM）
- 聖鬥士星矢 系列
- 魯邦三世 系列
- 魔導少年 系列

### 其它
- EnG忍者ガールズ（PV）
- 秋葉原 Akihabara Mobile Contents PDA（人物設定）
- サントリー黒酢にんにく（人物設定）

## 外部連結
- 高橋優也的X（前Twitter） （日語）（ID：3277920859）
- 高橋優也的Youtube （页面存档备份，存于）（日語）
- 高橋優也的Wixside （页面存档备份，存于）（日語）
- 高橋優也的whotwi[]（日語）
- 高橋優也的抖音（日語）